# Epsilon Ursae Minoris
Epsilon Ursae Minoris (ε Ursae Minoris, förkortat Epsilon UMi, ε UMi) som är stjärnans Bayer-beteckning, är en trippelstjärna i den norra delen av stjärnbilden Lilla björnen. Den har en kombinerad skenbar magnitud på +4,19 och är synlig för blotta ögat där ljusföroreningar ej förekommer. Baserat på parallaxmätningar i Hipparcos-uppdraget på 10,7 mas beräknas den befinna sig på ca 300 ljusårs (93 parsek) avstånd från solen.

## Egenskaper
Primärstjärnan av Epsilon Ursae Minoris är en gul till vit jättestjärna  av spektralklass G5 III. Den har en radie som är ca 16 gånger större än solens och utsänder ca 200 gånger mera energi än solen från dess fotosfär vid en effektiv temperatur på ca 5 100 K.
Konstellationen bildar en fristående enkelsidig spektroskopisk dubbelstjärna med en omloppsperiod på 39,5 dygn och en liten excentricitet av 0,04. Omloppsplanet är nästan i linje med siktlinjen från jorden, så paret bildar en förmörkande dubbelstjärna. Primärstjärnans förmörkelsen har lägst 4,23 i magnitud, medan följeslagarens minimum är 4,21. Den närmaste följeslagaren, Epsilon Ursae Minoris A kretsar så nära huvudstjärnan att man bara kan se den på spektroskopisk väg medan den andra, Epsilon Ursae Minoris B av magnitud 12,32, kretsar 77 bågsekunder från huvudstjärnan vid en positionsvinkel på 2°.